# Ammophila aurifera
Ammophila aurifera es una especie de avispa del género Ammophila, familia Sphecidae.

## Taxonomía
Fue descrito por primera vez en 1908 por R. Turner. 